# 堀義路
堀 義路（ほり よしみち、1896年（明治29年）2月7日 - 1972年（昭和47年）10月17日）は、日本の工学者。
北海道大学工学部元教授、藤原工業大学元教授。
父は三光合資会社代表社員の堀卯三郎。長女は社会学者の杉山明子。孫はグロービス経営大学院大学学長の堀義人。従弟は政治学者の潮田江次。妻の甥は政治学者の秋野豊。
日本のエネルギー源を石炭から石油と原子力に転換させた陰の功労者である。

## 経歴
堀卯三郎の長男として東京府に生まれる。
1920年、東京帝国大学工学部応用化学科卒業。大学卒業後は東大講師、農商務省技師、文部省在外研究員を経て、1924年に北海道大学工学部講師となり、翌年教授に就任。在任中は重水製造の研究を始め、1934年に日本で初めてその濃縮に成功した。1942年4月退官。
1942年には新設の藤原工業大学（現・慶應義塾大学工学部）教授となった。1946年退職、1948年経済安定本部資源調査会委員となり、その間月刊「化学工業」を主宰。産業計画会議専任委員、電力中央研究所理事、工業開発研究所理事長、アメリカのPowerReactor Development Co.副社長、世界エネルギー会議特別委員会議長等を歴任。
1972年10月に出張先のアメリカで航空事故で死亡。

## 人物
妻の美津（1906年 - 没年不明）は北海バルブ工業会社監査役・薬種商である秋野音治郎の四女。尚、姉・テイは森正則の長男・久則に嫁いだ。